# Tornjak
Tornjak je ovčácký pes původem výhradně z Bosny a Hercegoviny, kde převládajícím územím jeho výskytu je širší region hory Vlašić (centrální část Bosny a Hercegoviny).
Plemeno žije v Bosně a Hercegovině aspoň tisíc let, o čemž svědčí zápisy Církve bosenské z 11. století, a předpokládá se, že i mnohem déle. Kronikáři tohoto psa v těchto zápisech registrovali pod názvem Canis montanus neboli horský pes, nicméně se ustálilo jméno Tornjak, které mu dalo místní obyvatelstvo (tehdejší Bosňané) v Bosně a Hercegovině. Název pochází od slova "tor", které znamená uzavřený prostor (ohradu) pro ubytování a odpočinek ovcí a skotu pod širým nebem na horské pastvině. V těchto prostorech je možné tornjaky, vidět jak leží u plotu a nedovolují nikomu, aby se přiblížil bez přítomnosti majitele stáda, na základě toho je jasné, že tento charakteristický rys jim ve skutečnosti dal pojmenování.
Tornjak byl v bývalé Jugoslávii zaregistrován jako autochtonní bosenské plemeno 9. května 1981 pod názvem "Bosensko-hercegovinský ovčák - Tornjak". Vznikl pro něj jugoslávský rodokmen a pověřená komise složená ze soudních znalců v oboru kynologie měla za úkol vytvořit odbornou část povinností potřebných pro standardizaci plemene a jeho registraci u Mezinárodní kynologické federace (FCI) jako nové autonomní plemeno psů pod názvem výše zmíněným. Norma byla vytvořena a dokončena 5. 10. 1990 ve městě Travnik. Roku 2007 bylo plemeno přejmenováno na "Bosensko-hercegovinský-chorvatský ovčácký pes - Tornjak".

## Historie
Lide skrz několik tisíc let, co se zabývají chovem dobytka, chovají psy pro různé účely, aby mu v této práci pomáhali. Díky archeologickým nálezům z období neolitu (obydlí - Lattringen, Luscherza a Vinelz) se považuje za téměř jisté, že i v té době existovali ovčáčtí psi. V současné době existují různé teorie o původu, místa vzniku a šíření dnešních ovčáků, ale předpokládá se, že nejpřesnější je teorie o neevropském původu většiny ovčáků. Podle této teorie dnešní evropští ovčáci pocházejí ze Střední Asie a za svého předka mají "tibetského psa", který žil v Tibetu tisíce let před naším letopočtem.

Potvrzením této teorie je skutečnost, že jsou velmi podobná plemena psů rozložena od východní Asie směrem až do západní Evropy. Je předpokládáno, že se tito psi rozšířili z Asie do našich prostorů dvěma směry. Jedním z nich je "západní" směr, z Tibetu přes afghánská, íránská a kurdská horská pásma, následně Malou Asii, Balkán až po střední a západní Evropu. Druhý směr je "severní", tedy z Tibetu přes Kazachstán, Kyrgyzstán, Gruzii a dnešní Ukrajinu do východní Evropy. Tornjak, jako jeden z balkánských ovčáků, s největší pravděpodobností nese svůj původ ze západního směru. Podle vědeckých výzkumů, je téměř nepochybné, že jeho předkem je tibetský mastiff, respektive že pochází z oblasti dnešního Íránu.

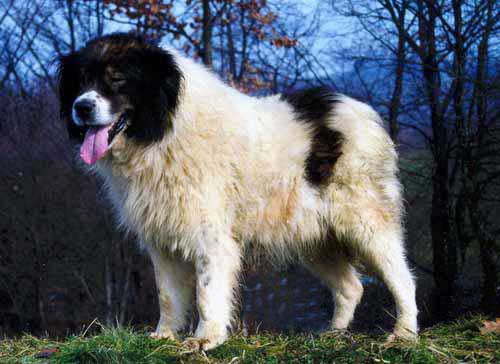
Bosenský ovčácký pes

Ve všech písemných historických dokumentech se zmiňuje tornjak jako psí plemeno výhradně z Bosny a Hercegoviny, to potvrzují i DNA testy, které provedl kynolog dr. Alen Salkić, na jejichž základě bylo dokázané, že se jedná o zcela bosenské autochtonní plemeno. Úplně první zmínka o tomto plemeni pochází z roku 1067 a nachází se v záznamech Bosenské církve. Stejný popis se nachází také v zápisech ze 14. století a 18. století. Plemeno tak zůstalo skoro nezměněné skrze celé milénium. Během tohoto období tornjaci úspěšně odolávali všem exogenním a endogenním vlivům, které se pokusily modifikovat jejich fyzikální strukturu, charakter a kvalitu jejich poslání, jakožto ovčáckých psů.
Průměrná nadmořská výška v Bosně a Hercegovině je více než 600 metrů a řadí se mezi hornaté země. Přibližně 63 % Bosny a Hercegoviny je pokryto lesy a znamenitými vodními toky. Podnebí je kontinentální s nádechem středomořského klima, což způsobuje těžký sníh, takže doba uchovávání sněhu v horských oblastech jsou často delší než 170 dnů. Teplotní rozsah je široký a v extrémních případech je jeho rozmezí od -40 °C až po 45 °C, k tomu častý prudký vítr, hustá mlha a silný sluneční svit společně ovlivňovaly zvířata, a ty tak musela rozvíjet svou přirozenou bariéru v podobě ostré, dlouhé a husté srsti. Tento atribut je u tornjaků a jiných zdejších domácích zvířat dědičná dispozice, která poskytuje solidní ochranu před neočekávanými extrémními povětrnostními podmínkami.
Po celá staletí jsou v Bosně a Hercegovině vlci a medvědi stálou hrozbou pro domácí zvířata a chovatele dobytka. Na formování psů tornjaků v přizpůsobování ekologickým podmínkám tak měl vliv i člověk, jehož potřeby byly, aby měl zdravé, silné a veliké ovčáky - se skromnými požadavky na potravu, s kvalitním mechanismem opatření proti nepříznivým přírodním podmínkám a zejména ovčáky disponujícími takovými vlastnostmi, aby byli schopni chránit majetek před velikými šelmami v horských oblastech Bosny a Hercegoviny.
Z Bosny a Hercegoviny byl ve 2. polovině 20. století výrazněji rozšířen v rámci bývalé Jugoslávie do současného Chorvatska, které se ho následně na počátku 21. století, jakožto už nezávislý stát, klamně a neoprávněně snažilo registrovat jaké své autochtonní plemeno. Bosna a Hercegovina, z důvodu složité politické situace, nesprávného fungování země a de facto jejího rozdělení (které vzniklo v zemi po agresi na Bosnu a Hercegovinu v letech 1992–1995, kdy byla podepsána 14.12.1995 Daytonská mírová smlouva) a v té době nejednotného a rozkouskovaného národního kynologického svazu, nereagovala na úmysl Chorvatska včas a tak roku 2007, po vzájemné dohodě mezi FCI, Bosenským kynologickým svazem a Chorvatským kynologickým svazem na zasedání FCI v Madridu, kde došlo k rozhodnutí o zavedení nové společné standardizace, byl kompromisně přidán do názvu vedle pojmu bosenskohercegovinský i pojem chorvatský. V listopadu 2017 bylo prozatímní uznání plemene zrušeno a místo toho byl tornjak FCI plně uznán.
Plemeno má v současné době právo účastnit se národních a mezinárodních soutěží a také možnost účastnit se evropských, světových a CACIB výstav, avšak dokud neproběhne plánovaná revize, má stále jen status provizorně přiznaného plemene, a tak nemá právo na CACIB titul.

## Výskyt
Mezi hlavní lokality jejich výskytu patří pohoří ve střední Bosně, zejména hora Vlašić a přilehlé hory, dále rovina Kupres a hora Vranica. Konkrétní příklady lze nalézt v mnoha dalších místech po celé zemi, zejména kolem města Travnik a měst Banja Luka, Gornji Vakuf, Vitez, Tomislavgrad, Glamoč, Sanski Most a Sarajevo. Přesněji, dle některých odhadů současného stavu, se asi 45% Tornjaků nachází v oblasti města Travnik, 25% v oblasti kolem Banja Luky, 12% v blízkosti města Tomislavgrad a 18% v ostatních místech.
Tornjaci se ale rozšířili po celé Evropě, hlavně však do zmiňovaného Chorvatska. Roku 2012 byl dovezen první jedinec plemene i do Česka – fenka ale již po pěti dnech od příjezdu uhynula na parvovirózu. I přesto se po několika letech narodil první vrh tornjaků v České republice, toto prvenství se podařilo chovatelské stanici Tor Bohemia.

## Vzhled
Tornjaci jsou řazeni do skupiny molossoidních plemen, tzn. že jsou poměrně velicí a mohutní. Jedná se o silně stavěné a přesto mrštné psy. Stavbu těla mají téměř kvadratickou. Zpravidla jsou vícebarevní s výraznými znaky různých barev. Obvykle je dominantní základní barvou bílá. Mohou se objevit psi s černou základní barvou a bílými znaky, nejčastěji okolo krku, na hlavě a na nohách. Mohou se vyskytovat i jedinci téměř bílí s jen malými znaky. Jejich srst je dlouhá a hustá, dobře izoluje, aby se voda nedostala na kůži a na krku vytváří límec. Hlava je protáhlá. Krk je středně dlouhý a nesený spíše nízko, měl by být dobře osvalený a silný. Hřbet je rovný a široký. Hrudník je oválného tvaru, a je široký. Končetiny jsou dobře vyvinuté, silných kostí a pevného osvalení. Ocas je dlouhý, nasazený přiměřeně vysoko a velmi pohyblivý. V klidu visí a v pohybu je vždy vztyčený jako vlajka nad úroveň hřbetu. Psi dosahují výšky 65 až 70 cm, feny 60 až 65 cm. FCI toleruje odchylku pouze +/- 2 cm. Váha se pohybuje v rozmezí 35 až 60 kg.

## Povaha a péče

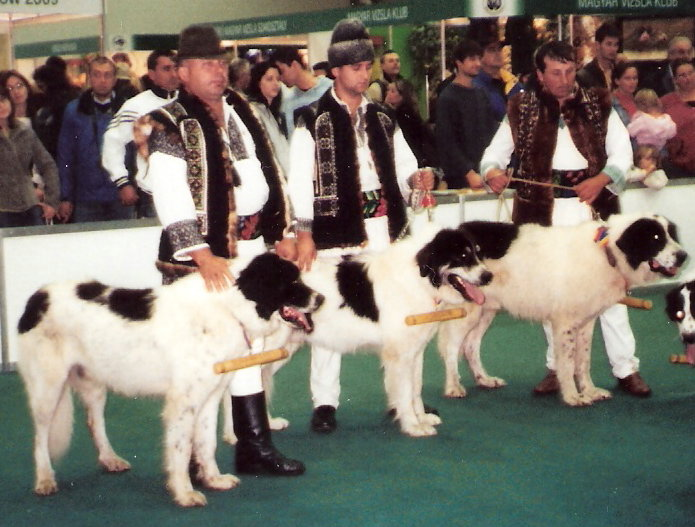
Skupina tornjaků na výstavě v Budapešti

Jelikož jsou to pastevečtí psi, mají i sklony k pasení a ochranitelské pudy vůči své „smečce“. Jsou to tvrdohlaví psi, ale jsou celým svým srdcem oddání své rodině, kterou respektují a chrání ji. Jsou vyrovnané povahy, velmi přátelští, odvážní, poslušní, inteligentní a sebevědomí. Se svojí vrozenou obrannou reakcí jsou urputní při bránění svěřeného majetku, značně odolní vůči bolesti, neúplatní a podezíraví k cizím. Oddaní svému pánovi a velmi klidní a mírní v jeho přítomnosti. Co se jejich srsti týče, tak tornjaci nepotřebují takřka žádnou péči, neboť jejich vysoce kvalitní, bohatá srst je samočisticí a chrání psa ve všech povětrnostních podmínkách. Stačí ji jen občasně pročesat.
Hodí se pouze pro pobyt venku, v bytě by nebyli šťastní a nejspíše by ani neměli tolik pohybu, který tolik potřebují. Mají skromné požadavky ohledně stravy i „ubytování“, neboť drsné kontinentální klima, ve kterém staletí žijí, komplexně s vlky a medvědy, stvořilo tohoto psa pro široké užití v podmínkách strádání a podvýživy (v sněžných nocích zůstává ležet ve sněhu, který ho často i překrývá). Geneticky je velmi dominantní. Má specifický pohled, bystrý, rozpačitý, vážný a klidný. Hodí se spíše pro zkušenějšího chovatele a pro sportovně založené lidi. Potřebuje důslednou výchovu, ale ne tvrdou. S radostí plní svěřené úkoly a je snadno cvičitelný.